# Amsteldorp
Amsteldorp (deutsch Amsteldorf) ist ein Stadtteil im Bezirk Amsterdam-Oost, auch als „Oost-Watergraafsmeer“ (Provinz Nordholland) bezeichnet, und wurde 1948 in der Nähe des Bahnhofes Amsterdam-Amstel gebaut.

## Geschichte
Der Stadtteil besteht aus den Nachbarschaftsvierteln Tuindorp Amstelstation und de Wetbuurt. Bis Ende der 1940er Jahre waren das heutige Gebiet und die Umgebung Weideland. 1948 wurde mit dem Bau des „Tuindorpes“ („Tuindorp“, im Sinne von Gartenstadt) Amsteldorp begonnen. Das Viertel zählt circa 2.650 Einwohner. Das Nachbarschaftsviertel de Wetbuurt besteht bereits seit 1920. In Amsteldorp gibt es zahlreiche Grünanlagen, Spielplätze, drei Altersheime, eine Grundschule und den „Sportpark Amsteldorp“.

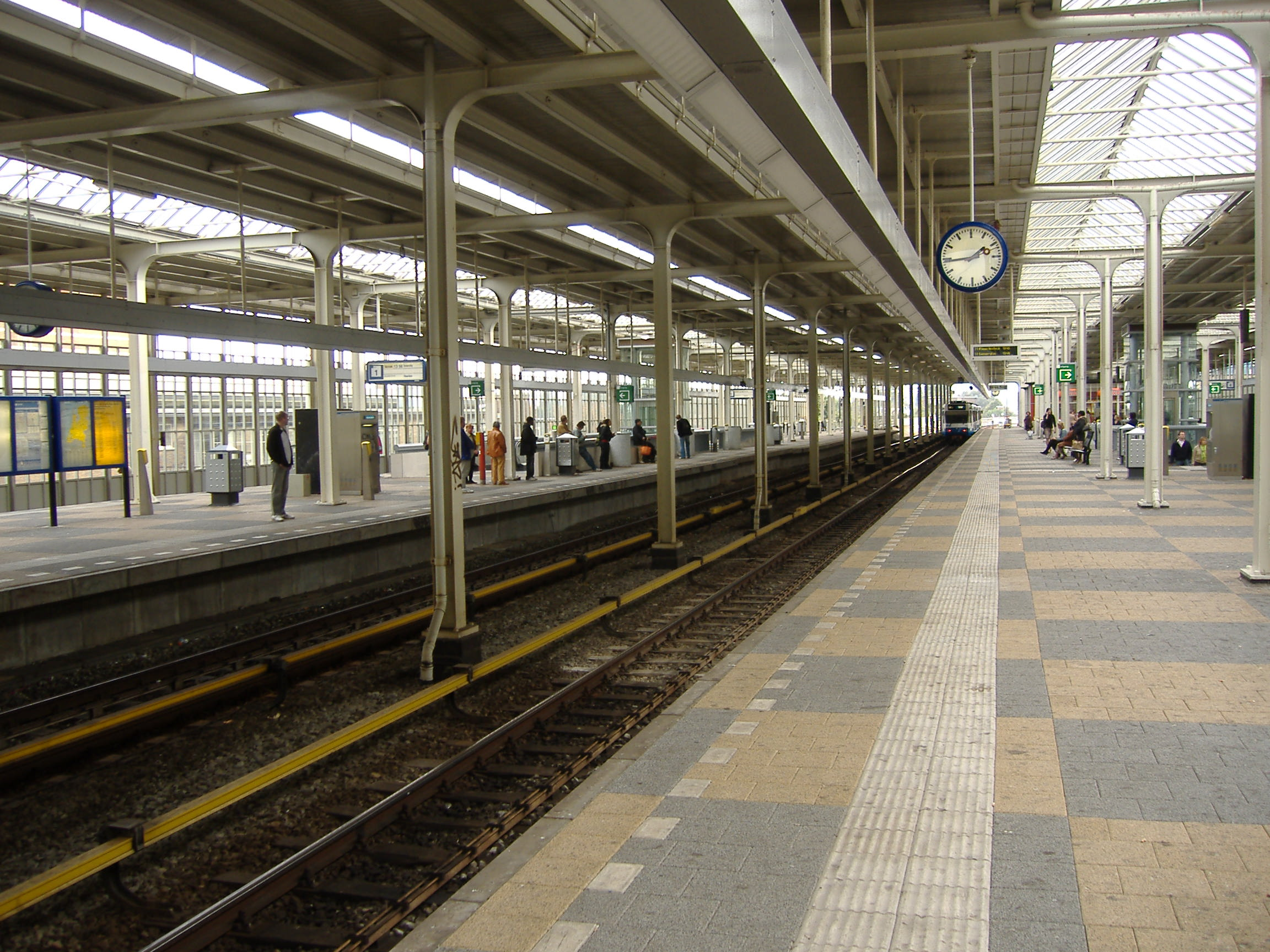
Amstelstation

Der in der Nähe liegende „Sportpark Drieburg“ in Amsterdam Ost ist mit dem Auto nur ab der Fizeaustraat in Amsteldorp zu erreichen. Er ist ein 15 Hektar großer Sportpark mit unter anderem sieben Fußballfeldern und sieben Tennisbahnen, rund 600 Bäumen und 35 verschiedenen Vogelarten. In Amsteldorp gibt es die Bewohnergruppe „Amsteldorp Actief“, die ein
Musical mit der Idee aufführten, ältere und jüngere Einwohner in Kontakt zu bringen. Das Musical Alice in Amsteldorp wurde mit dem „Betere Buurtprijs“ (deutsch Besserer Nachbarschaftspreis) ausgezeichnet.
Das hier beschriebene Amsteldorp in der Nähe des Bahnhofes Amsterdam-Amstel ist nicht mit dem gleichnamigen früheren Weiler „Amsteldorp“ zu verwechseln, das bis circa 1920 bestand. Heute nennt sich das Viertel Rivierenbuurt.